# Baldo de Sarofini
Baldo de Sarofini (fl. XV secolo) è stato un pittore italiano del Rinascimento attivo, intorno alla metà del XV secolo, nelle Marche e in Umbria.

## Biografia
Poco si sa della sua biografia. Si dice che nacque a Perugia e dipinse almeno due tele raffiguranti una Madonna del Soccorso, una trovata nella Pinacoteca Civica Marco Moretti a Civitanova, e l'altra nel Museo Pinacoteca di Palazzo Lazzarini a Morrovalle nelle Marche. Dipinse una Madonna col Bambino e angeli per la chiesa di Santa Chiara a Cagli  e anche opere devozionali oggi nella Galleria nazionale delle Marche a Urbino.